# 181670 Kengyun
181670 Kengyun este o planetă minoră (asteroid), cu un diametru de 5,578 km, din centura de asteroizi. A fost descoperită pe 28 ianuarie 2008 la Lulin Observatory⁠(d) de Lin Hongqin⁠(d). 
Obiectul prezintă o orbită caracterizată de o semiaxă mare de 3,1833701340915 UAi, o excentricitate de 0,03, o înclinație de 11,5 ° în raport cu ecliptica.